# Oxymycterus nasutus
Oxymycterus nasutus és una espècie de mamífer rosegador de la família dels cricètids. Viu a altituds superiors a 400 msnm al Brasil i l'Uruguai. S'alimenta d'insectes. Els seus hàbitats naturals són els aiguamolls, els bancs de sorra costaners, les pastures i les ribes dels rierols. És una espècie en risc mínim, és a dir, no sembla que hi hagi cap amenaça significativa per a la seva supervivència. El seu nom específic, nasutus, significa ‘nassut’ en llatí.